# Dodge Avenger
Dodge Avenger — четырёхдверный седан среднего класса, производившийся с 1995 по 2014 годы американскими компаниями Dodge и Chrysler. Вытеснен с конвейера моделью Chrysler 200.

## Первое поколение (1995—2000)
Автомобили Dodge Avenger первого поколения производились с 1995 по 2000 год с кузовом купе. Платформа та же, что и у Mitsubishi Galant. Индекс — FJ.
С 2000 года на месте Dodge Avenger Coupe производился Dodge Stratus.

## Второе поколение (2007—2014)
В феврале 2007 года производство автомобилей Dodge Avenger было возобновлено под индексом JS и с кузовом седан. Автомобиль пришёл на смену семейству Dodge Stratus.
В 2007—2008 годах модель продавалась в Украине.
В 2011 году автомобиль прошёл рестайлинг.
Серийное производство завершилось в 2014 году, при этом до 2019 года автомобили производились мелкосерийно.

## Продажи вЮжной Америке
| Год   | США    | Канада | Мексика |
| ----- | ------ | ------ | ------- |
| 2007  | 83804  | 7067   | 8091    |
| 2008  | 61963  |        | 8525    |
| 2009  | 38922  | 5533   | 3592    |
| 2010  | 50923  | 3495   | 3,690   |
| 2011  | 64023  | 4680   | 4,147   |
| 2012  | 96890  | 4858   | 3,748   |
| 2013  | 93842  | 7631   | 3119    |
| 2014  | 51705  | 488    |         |
| 2015  | 1268   | 8      |         |
| 2016  | 45     | Н/Д    |         |
| 2019  | 1      | Н/Д    |         |
| Всего | 543385 | 33760  | 34912   |

## Галерея

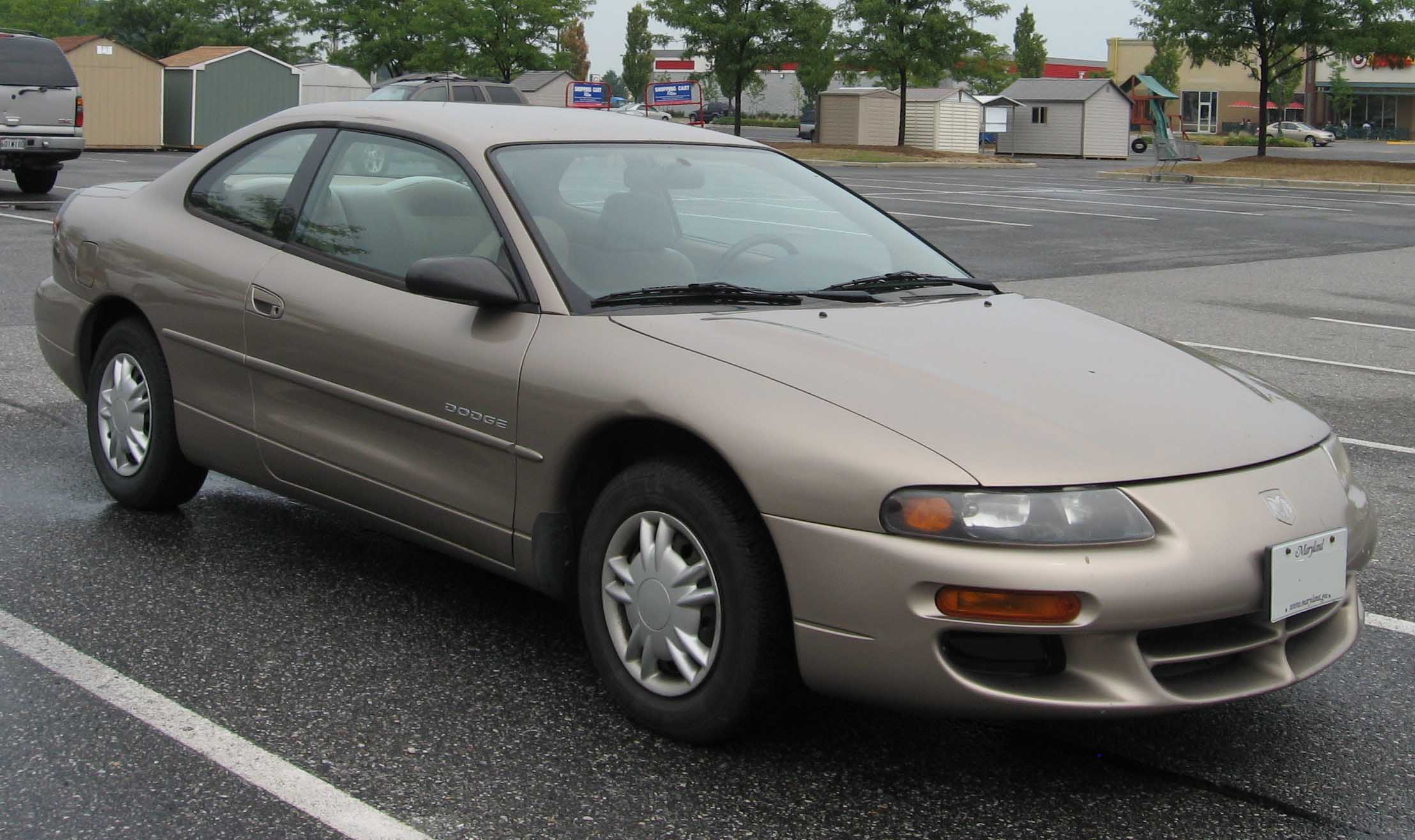
Dodge Avenger FJ
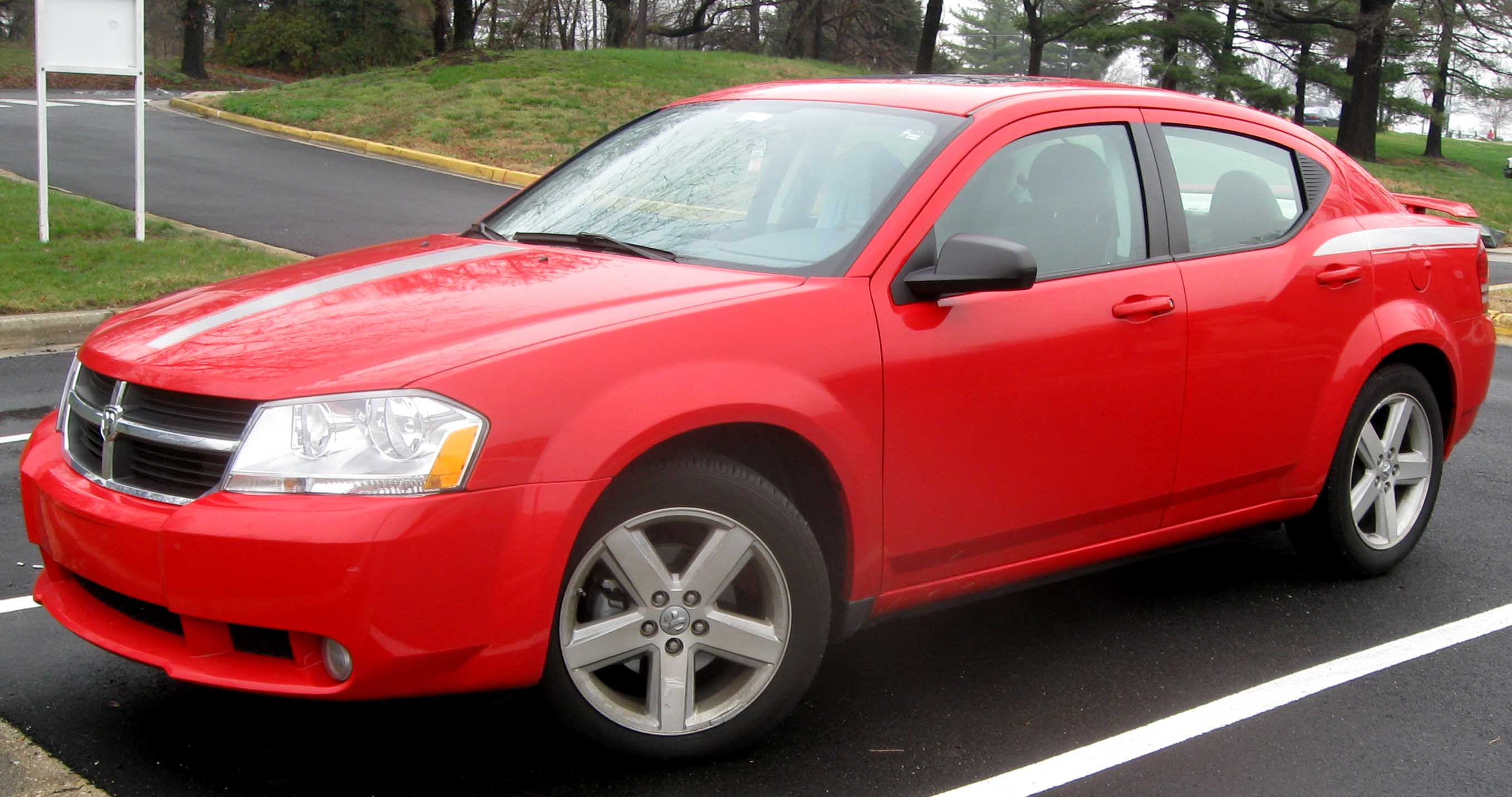
Dodge Avenger SXT
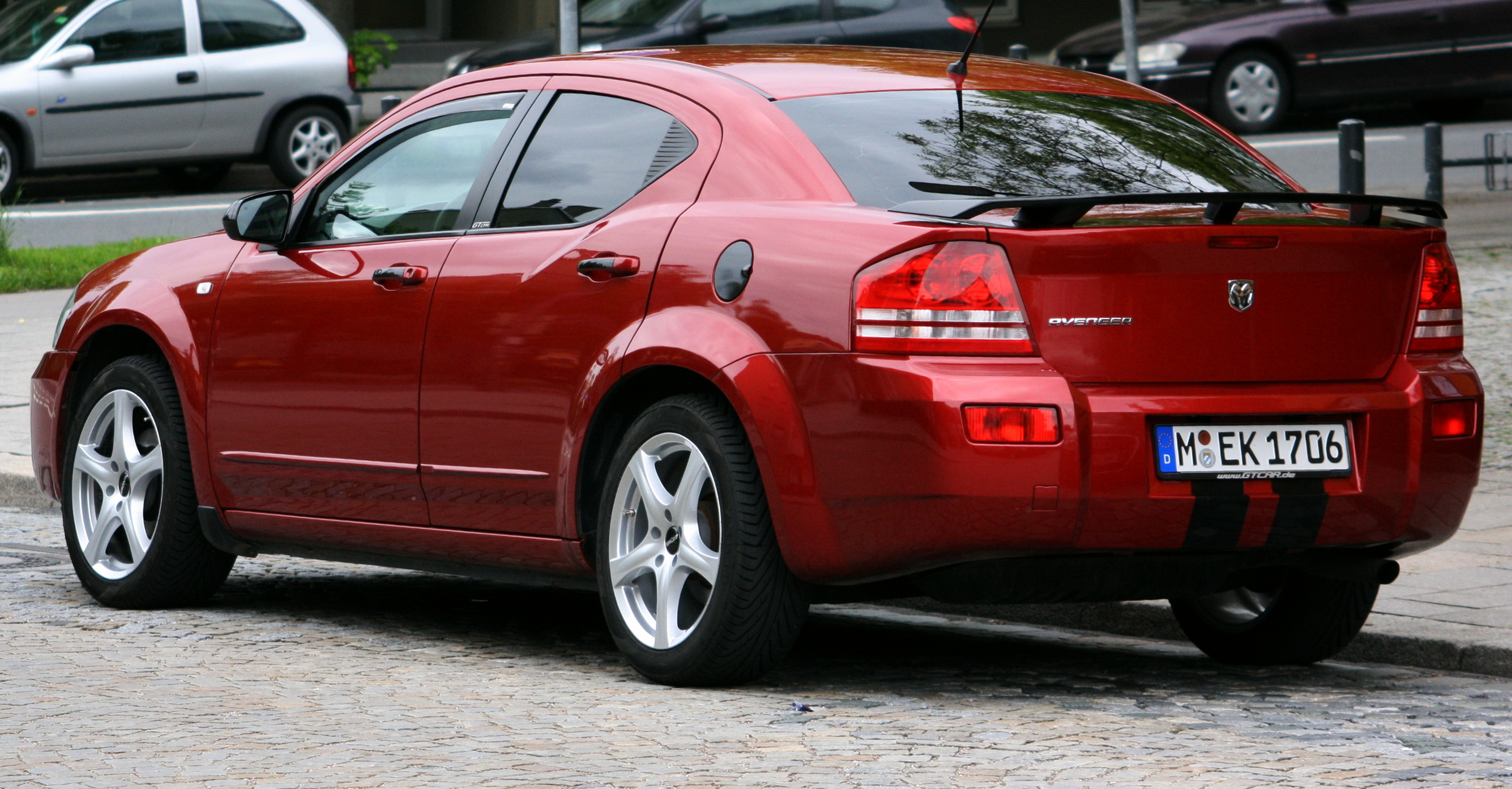
Dodge Avenger JS
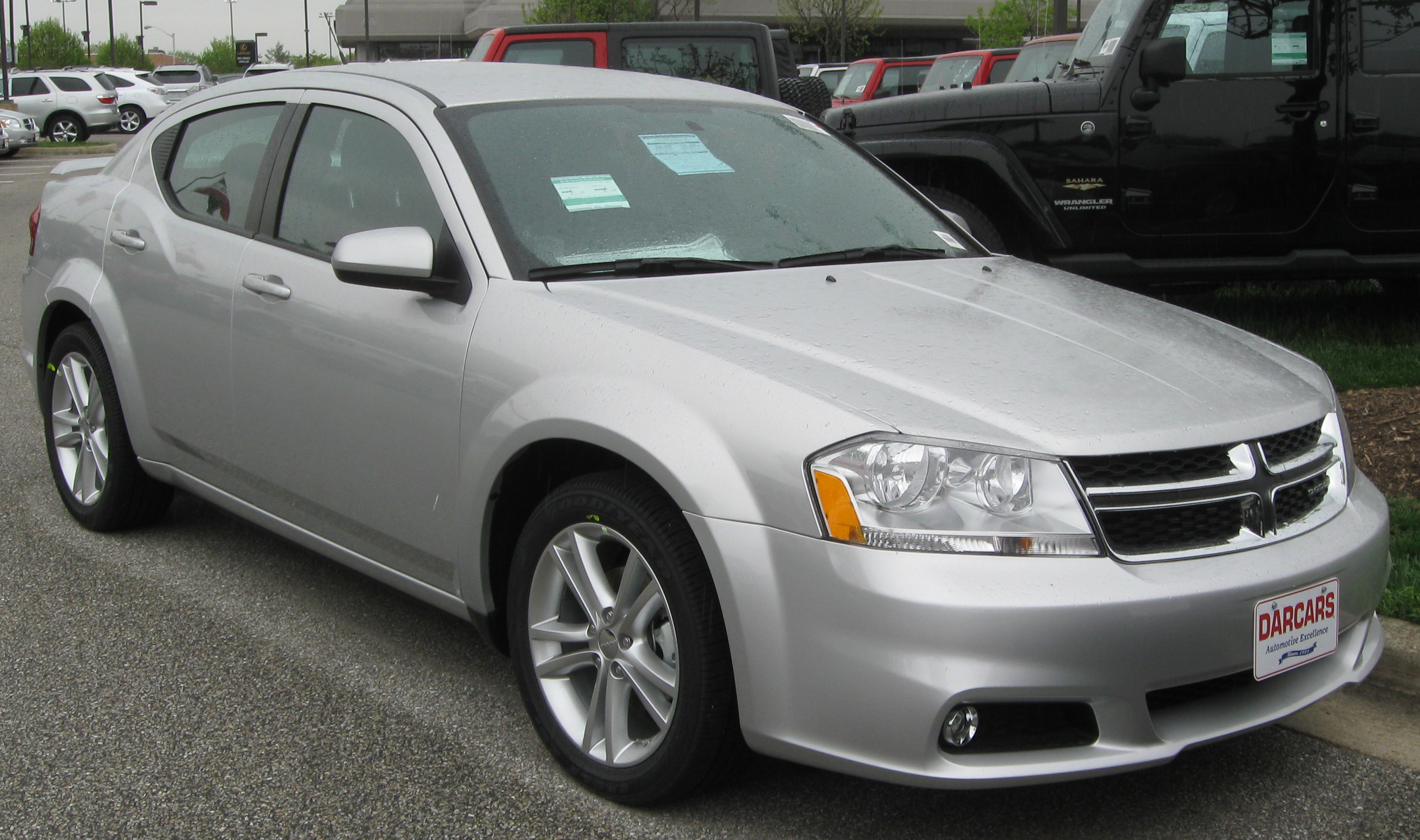
Dodge Avenger JS
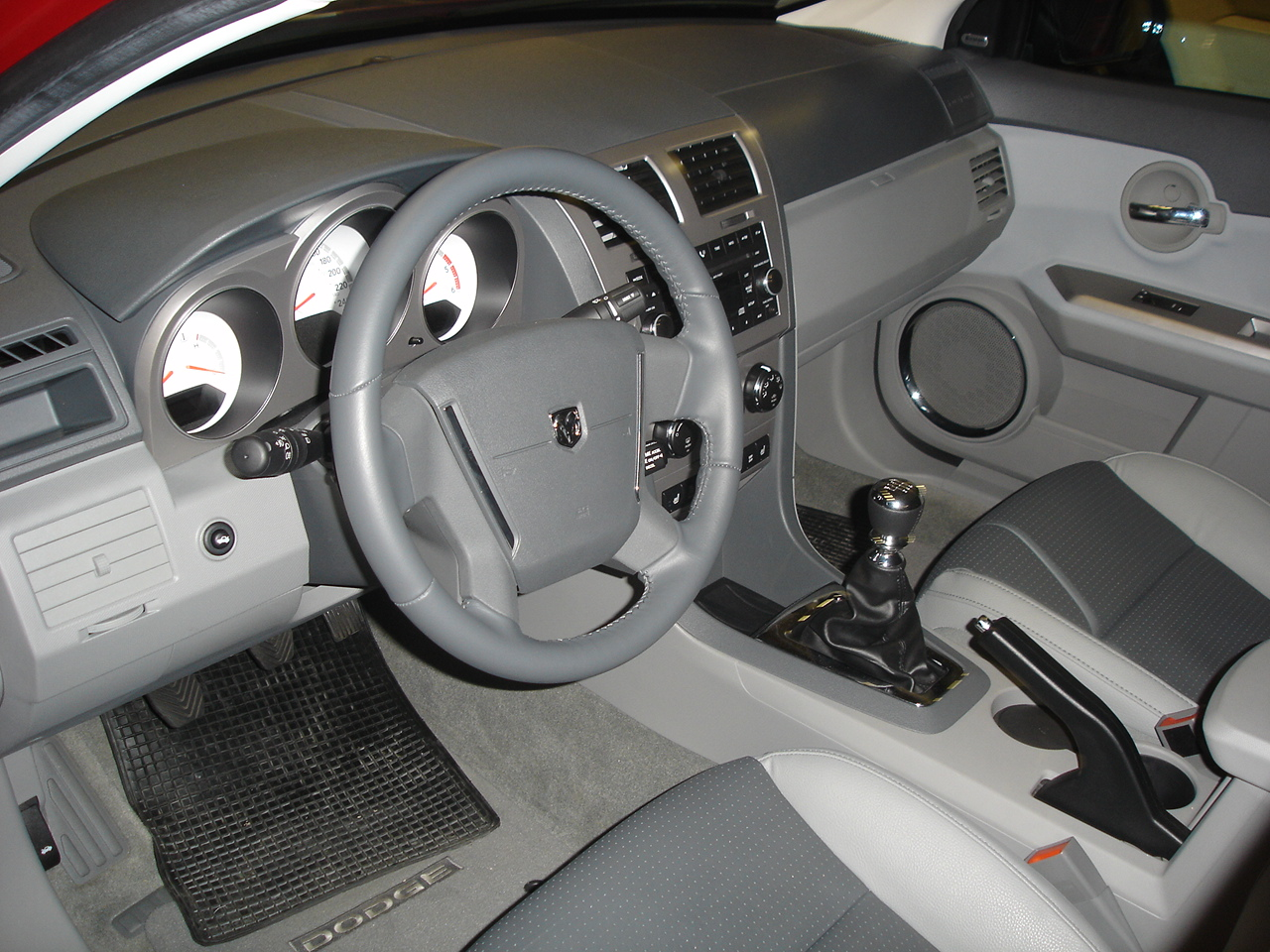
Место водителя